# Cessna Citation Mustang
O Cessna Citation Mustang, modelo 510, é um "very light jet" (VLJ) jato de classe empresarial e construído pela Cessna Aircraft Company em suas instalações de produção de Independence, Kansas. O Mustang, na configuração padrão, tem quatro lugares para passageiros, toalete , e assento para duas pessoas no cockpit. Como a maioria dos VLJ, o Mustang é aprovado para operar com um único piloto.

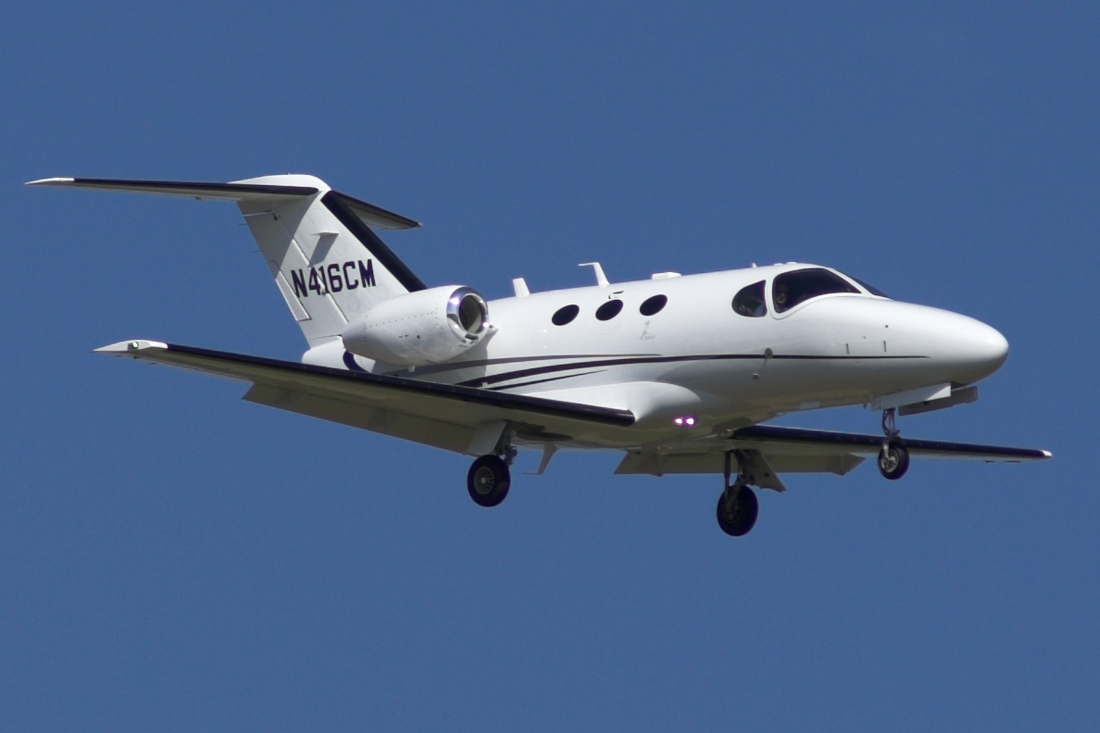
Cessna 510 Citation Mustang N416CM

## Desenvolvimento
O modelo Mustang 510 voou pela primeira vez em 18 de abril de 2005. O avião recebeu certificação de tipo da FAA (Federal Aviation Administration) em 8 de setembro de 2006. O Cessna Mustang recebeu certificação da FAA para voar em condições de formação de gelo em 9 de novembro de 2006. A Cessna entregou o primeiro Mustang em 23 de novembro de 2006, no mesmo dia que a FAA concedeu à Cessna a certificação necessária.

## Design
O Mustang é um monoplano de asa baixa cantilever com trem de pouso triciclo retrátil, dois motores Pratt & Whitney Canada PW615F, montado em "pods" na fuselagem traseira. A fuselagem é construída principalmente em ligas de alumínio, com um grupo de três longarinas. A porta principal está localizada na secção dianteira esquerda da aeronave, com uma saída de emergência adicional na seção de centro-direita da fuselagem.
O painel é composto por dois Garmin G1000 PFD e, no centro, um grande MFD, com mapa móvel (moving map), tempo, controle de tráfego (traffic) e outras funções.

## Especificações
Dados de: Cessna.com
- Tripulação: Um ou dois pilotos
- Capacidade: 4 a 5 passageiros (com só um piloto)
- Comprimento : 40'7" (12,37 m)
- Envergadura: 43'2" (13,16 m)
- Largura: 13'5" (4,09 m)
- Peso Vazio: 5560 lb (2522 kg)
- Peso Carregado: 8730 lb (3960 kg)
- Carga Útil: 3170 lb (1442 kg)
- Peso Maximo de decolagem: 8645 lb (3930 kg)
- Motores: 2 × Pratt & Whitney Canada PW615F turbofan, 1460 lb (6.49 kN) cada

## Performance/Desempenho
- Velocidade Máxima: Mach 0.63
- Velocidade de Cruzeiro: 340 ktas (630 km/h)
- Alcance: 1167 nmi (at max. takeoff weight) (2161 km)
- Teto de serviço: 41000 ft (12500 m)
- Razão de subida: 3010 fpm (917 mpm)
- Thrust/weight: 0.337 (at max. takeoff weight)
- Distância de decolagem: 3,110 ft (948 m)
- Distância de pouso: 2,380 ft (729 m)

## Aviônicos
- Garmin G1000

A aeronave é operada por particulares, empresas e operadores de fretamento para executivos. Grupos de empresas também usam o avião em programas de propriedade compartilhada.